# ماسیمو سراتو
ماسیمو سراتو (ایتالیایی: Massimo Serato؛ ‏ ۳۱ مهٔ ۱۹۱۶ – ۲۲ دسامبر ۱۹۸۹) یک بازیگر اهل ایتالیا بود.

## فیلم‌شناسی
- حالا نگاه نکن
- ال سید
- شماره یک
- پونتیوس پیلاطس
- تاجر ونیزی
- طلاق
- کالبدگشایی
- بیوه
- مادام دو باری
- عشق‌های هرکول
- میلیدی و تفنگدارها
- کمیل ۲۰۰۰
- در آخرین لحظه
- چه کسی دادستان را کشت و برای چه؟
- آن بالابالاها
- افکار شیطانی
- شمشیر و صلیب
- انسان‌نما
- شب غیرعادی
- زنان زندانی بند ۷
- فقط سیاهی
- راهبه قاتل